# 941
El 941 (CMXLI) fou un any comú començat en divendres del calendari julià.

## Esdeveniments
- Guerra entre Rus i l'Imperi Romà d'Orient.

## Naixements
- Lotari I de França, fill de Lluís IV i futur rei.